# 5Select (televíziócsatorna)
Az 5Select egy angol digitális televíziós csatorna, mely elsősorban dokumentumfilmeket, és drámákat sugároz, valamint a Channel 5 televíziós csatorna több műsorát is átveszi. A csatorna elérhető DVB-T földi sugárzású platformján, valamint a Sky és Virgin media hálózatán keresztül. A csatorna a Channel 5 Broadcasting Ltd. tulajdonában van.

## Története
A csatorna 2018. február 25.-én indult el hivatalosan, bár már 2018 januárjában látható volt. A csatorna a Channel 5 csatorna felzárkóztató csatornája, mely eredetileg 5Prime néven indult, azonban a hivatalos induláskor már az 5Select nevet viselte. A csatorna első műsora az Acess 9:00-kor került bemutatásra.

## Műsorok
- Access
- The Dog Rescuers: Best in Show
- The Secret Life of Owls
- Striking Out
- The Yorkshire Vet Casebook
- World War 1 in Colour
- Alaska: A Year in the Wild
- Ben Fogle: New Lives in the Wild
- The Dog Rescuers
- GPs: Behind Closed Doors
- Home and Away
- The Hotel Inspector
- Loch Lomond: A Year in the Wild
- Neighbours
- Yorkshire: A Year in the Wild
- The Yorkshire Vet